# Württembergischer Genossenschaftsverband
Der Württembergische Genossenschaftsverband Raiffeisen/Schulze-Delitzsch e. V. war bis zum Jahr 2008 Prüfungs-, Beratungs- und Betreuungsverband für alle Mitgliedsgenossenschaften im Landesteil Württemberg. Nachfolgeverband ist der Baden-Württembergische Genossenschaftsverband.

## Organisation
Dazu zählten:
- 178 Volksbanken und Raiffeisenbanken,
- 177 Raiffeisen-Genossenschaften und
- 77 Gewerbliche Genossenschaften.

Diese Genossenschaften hatten insgesamt über 1,9 Millionen Eigentümer zu verzeichnen. Zweck des Verbandes war unter anderem die Prüfung, Beratung (betriebswirtschaftlich, rechtlich und steuerlich), Weiterbildung, Information sowie Interessenvertretung der Mitglieder. Der Verband beschäftigte insgesamt rund 400 Mitarbeiter, davon alleine 200 Mitarbeiter im Prüfungsdienst. Die Aufsichtsbehörde des Verbandes war das Wirtschaftsministerium Baden-Württemberg.

## Geschichte

### Der Raiffeisen-Verband
In den ländlichen Gegenden Württembergs kam das Genossenschaftswesen schwer in Gang. Es bedurfte eines Vortrags durch Friedrich Wilhelm Raiffeisen selbst, den er am  28. Oktober 1880 in der Stuttgarter Liederhalle gehalten hatte. Bereits im November und Dezember desselben Jahres entstanden die ersten zwölf württembergischen Darlehenskassen-Vereine. Am 26. Juli 1881 hoben ebenfalls in der Liederhalle 19 Vereine den Verband landwirthschaftlicher Creditgenossenschaften aus der Taufe.

### Der von Schulze-Delitzsch begründete Verband
Der durch Hermann Schulze-Delitzsch verbreitete Genossenschaftsgedanke kam in Württemberg ebenfalls langsamer in Gang als in anderen Teilen Deutschlands. So gab es Anfang der 1860er Jahre in Deutschland schon etwa 700 Vorschuss- und Kreditvereine, jedoch nur knapp über zehn im Königreich Württemberg. Am 21. August 1864 konstituierte sich im Bürger-Museum in Stuttgart ein Verband der wirtschaftlichen Genossenschaften in Württemberg und Baden. Etwa bis zu 500 gewerbetreibende Teilnehmer vertraten elf Handwerkerbanken und Vorschussvereine aus Württemberg und fünf aus Baden. Schulze-Delitzsch nahm persönlich an der Versammlung teil. Nach dieser Verbandsgründung entstanden bis 1870 etwa 60 Handwerker- und Gewerbebanken neu. Die Handels- und Gewerbevereine betrachteten die neuen genossenschaftlichen Banken als Schrittmacher zur Förderung der Arbeit des örtlichen Gewerbes. Die Akzeptanz des Verbands in der breiteren Öffentlichkeit  wurde durch das in Württemberg am 1. Januar 1871 in Kraft getretene Gesetz über die privatrechtliche Stellung der Erwerbs- und Wirtschaftsgenossenschaften  befördert, welches seit dem 4. Juli 1868 im Norddeutschen Bund galt.

### Vereinigung der Genossenschafts- und Raiffeisen-Verbände
Am 1. Januar 1970 vereinigten sich der auf Schulze-Delitzsch zurückgehende Württembergische Genossenschaftsverband  und der Raiffeisenverband Württemberg zum Württembergischen Genossenschaftsverband Raiffeisen/Schulze-Delitzsch e.V. in Stuttgart. Somit wurden die beiden württembergischen Verbände zum Vorreiter der Vereinigung von gewerblicher und ländlicher Genossenschaftsorganisation in Deutschland.

### Fusion zum Baden-Württembergischen Genossenschaftsverband
Die Mitglieder des Badischen und des Württembergischen Genossenschaftsverbandes beschlossen am 23. Oktober 2008 die Verschmelzung der beiden Verbände auf der Grundlage der Jahresabschlüsse zum 31. Dezember 2008. Mit Genehmigung der Jahresabschlüsse auf den letzten Verbandstagen der beiden Verbände am 3. März 2009 und der Eintragung ins Vereinsregister am 15. Juli 2009 wurde die Fusion  zum Baden-Württembergischen Genossenschaftsverband rechtswirksam. 